# Edeltruda z Ely
Edeltruda z Ely (ur. ok. 630, zm. 23 czerwca 679) – księżniczka Wschodniej Anglii, później królowa w Fens i Nortumbii. Od 672 roku ksieni w założonym przez siebie klasztorze w Ely. Święta Kościoła katolickiego, prawosławnego i anglikańskiego.

## Biografia
Była córką króla Anny, władcy Wschodniej Anglii. Jej rodzina odznaczała się żarliwą religijnością. Jej brat Jurmin oraz cztery siostry (Seksburga, Edelburga, Witburga i Setryda) zostali kanonizowani.
Edeltruda w młodości złożyła przyrzeczenie życia w czystości. Jednak z przyczyn politycznych zmuszono ją do małżeństwa z księciem Tondberhtem. Mąż uszanował jej przyrzeczenie czystości, zresztą zmarł trzy lata po ślubie. Po śmierci męża Edeltruda osiedliła się na wyspie Ely, którą otrzymała w ramach małżeńskiego kontraktu. Spędziła tam pięć lat, poświęcając się modlitwie.
Gdy miała 30 lat, zmuszona została ponownie wyjść za mąż za Egfryta, króla Deiry. Przez dwanaście lat małżeństwa Edeltrudzie udało się zachować czystość, mimo nalegań męża, w czym wspierał ją jej spowiednik – biskup Wilfryd. Ostatecznie zdecydowała się wstąpić do klasztoru w Codingham. Mąż, który początkowo zezwolił żonie na ten krok, szybko zmienił zdanie i zdecydował się siłą sprowadzić ją z powrotem. Edeltrudzie udało się jednak zbiec.
Osiedliła się w swojej posiadłości w Ely, gdzie, dzięki wsparciu finansowemu rodziny, zbudowała podwójny klasztor – dla braci i sióstr zakonnych. Przez następne siedem lat stała na jego czele.
Zmarła w 679 roku na dżumę. Według zachowanych relacji, przewidziała nie tylko swoją śmierć, ale też liczbę osób z zakonu, które miały paść ofiarą zarazy. Zgodnie z jej wolą pogrzeb był skromny, a jej ciało złożono do grobu w drewnianej trumnie.

## Po pogrzebie
Szesnaście lat później, jej siostra św. Seksburga, która przejęła po niej funkcję ksieni, zdecydowała się na ekshumację i przeniesienie szczątków siostry do kościoła.
Według relacji św. Bedy Czcigodnego, który przeprowadził szczegółowe rozmowy ze świadkami ekshumacji (m.in. biskupem Wilfrydem i lekarzem Cynefridem, który był też przy jej śmierci), ciało Edetrudy było całkowicie wolne od rozkładu, a zmarła sprawiała wrażenie jakby zasnęła. Także chusty, w które ją owinięto przed pogrzebem, wyglądały jakby były całkiem świeże. Wprawiło to obecnych w wielkie zdumienie, gdyż otwierając trumnę spodziewali się znaleźć kości.
Ciało świętej złożone na powrót do trumny, przeniesiono do kościoła przy opactwie. Później pochowano tam też jej siostrę Seksburgę, drugą siostrę Witburgę oraz córkę Seksburgi, Ermenildę. W 1106 roku całą czwórkę pochowano obok ołtarza głównego nowego kościoła. 
Podczas reformacji anglikańskiej, zgodnie z dekretem króla Henryka VIII, relikwie świętych rozrzucono, a miejsce ich spoczynku zdewastowano.
Choć ciało świętej zaginęło, w roku 1811 znaleziono jej dłoń, ukrytą w klasztornej skrytce, gdzie zwykle przechowywano relikwie. Dłoń kilkakrotnie zmieniała właścicieli, aż w końcu trafiła do dominikanek ze Stone, które wypożyczyły ją bezterminowo kościołowi parafialnemu pod wezwaniem świętej Edeltrudy przy Egreemon Street w Ely, w hrabstwie Cambridgeshire. Obecnie spoczywa na srebrnej siedemnastowiecznej płycie z napisem „Manus Sanctea Etheldredae 679” pod kryształowym kloszem zwieńczonym srebrną koroną.
Wystawiona na działanie powietrza dłoń znacznie pociemniała – obecnie jest ciemnobrązowa.
W 1954 roku poddano ją oficjalnym badaniom, w obecności chirurga i przedstawicieli Kościoła, podczas którego pod zaschniętą tysiąc trzechsetletnią skórą znaleziono ścięgno.